# Mîșiv, Ivanîci
Mîșiv (în ucraineană Мишів) este localitatea de reședință a comunei Mîșiv din raionul Ivanîci, regiunea Volînia, Ucraina.

## Demografie
Componența lingvistică a localității Mîșiv
     Ucraineană (98,98%)
     Alte limbi (0,9%)
Conform recensământului din 2001, majoritatea populației localității Mîșiv era vorbitoare de ucraineană (98,98%), existând în minoritate și vorbitori de alte limbi.